# Contea di Wando
La contea di Wando (Wando-gun; 완도군; 莞島郡) è una delle suddivisioni della provincia sudcoreana del Sud Jeolla. Prende il nome dall'isola più grande compresa al suo interno e su cui si trova la sede amministrativa.